# Obispado de las Fuerzas Armadas y la Policía Nacional del Paraguay
El obispado de las Fuerzas Armadas y la Policía Nacional del Paraguay u ordinariato militar de Paraguay es una circunscripción eclesiástica de la Iglesia católica en Paraguay. Se trata de un ordinariato militar latino, inmediatamente sujeto a la Santa Sede. Desde el 23 de junio de 2018 es sede vacante y su administrador apostólico es el cardenal arzobispo Adalberto Martínez Flores.

## Territorio y organización
El ordinariato militar tiene jurisdicción personal peculiar ordinaria y propia sobre los fieles católicos militares de rito latino (y otros fieles definidos en los estatutos), incluso si se hallan fuera de las fronteras del país, pero los fieles continúan siendo feligreses también de la diócesis y parroquia de la que forman parte por razón del domicilio o del rito, pues la jurisdicción es cumulativa con el obispo del lugar. Los cuarteles y los lugares reservados a los militares están sometidos primera y principalmente a la jurisdicción del ordinario militar, y subsidiariamente a la jurisdicción del obispo diocesano cuando falta el ordinario militar o sus capellanes. El ordinariato tiene su propio clero, pero los obispos diocesanos le ceden sacerdotes para llevar adelante la tarea de capellanes militares de forma exclusiva o compartida con las diócesis. El ordinario integra la Conferencia Episcopal del Paraguay.
El ordinariato militar extiende su jurisdicción sobre todos los miembros católicos de las Fuerzas Armadas de Paraguay: Armada Paraguaya, Ejército Paraguayo y Fuerza Aérea Paraguaya, así como también de la Policía Nacional del Paraguay.
La sede del ordinariato militar se encuentra en la ciudad de asunción, en donde se halla la Catedral del Sagrado Corazón.
En 2021 en el ordinariato militar existían 18 parroquias.

## Historia
El vicariato castrense de Paraguay fue erigido el 20 de diciembre de 1961 con el decreto Quo militibus de la Congregación Consistorial.
Mediante la promulgación de la constitución apostólica Spirituali Militum Curae por el papa Juan Pablo II el 21 de abril de 1986 los vicariatos militares fueron renombrados como ordinariatos militares o castrenses y equiparados jurídicamente a las diócesis. Cada ordinariato militar se rige por un estatuto propio emanado de la Santa Sede y tiene a su frente un obispo ordinario nombrado por el papa teniendo en cuenta los acuerdos con los diversos Estados. 
El 24 de diciembre de 2002 se firmó un nuevo convenio entre la Santa Sede y la República de Paraguay sobre asistencia religiosa a las fuerzas armadas y a la policía nacional.

Art. VII. La jurisdicción del Ordinario se extiende a todos los militares y policías en servicio activo, a sus esposas, hijos, familiares y empleados que conviven con ellos, a los cadetes y alumnos de los Institutos de formación, a todos los religiosos y civiles que de manera estable viven en los hospitales militares o en otras instituciones o lugares reservados a los militares y policías y a todas las personas a quienes el Ordinario confía un oficio de manera estable.

## Estadísticas
Según el Anuario Pontificio 2022 el ordinariato militar tenía a fines de 2021 un total de 24 sacerdotes, 9 diáconos permanentes y 9 religiosas.
| Año                                                                             | Población            | Población | Población      | Sacerdotes | Sacerdotes    | Sacerdotes    | Bautizados por sacerdote | Diáconos permanentes | Religiosos | Religiosos | Parroquias |
| Año                                                                             | Bautizados católicos | Total     | % de católicos | Total      | Clero secular | Clero regular | Bautizados por sacerdote | Diáconos permanentes | Varones    | Mujeres    | Parroquias |
| ------------------------------------------------------------------------------- | -------------------- | --------- | -------------- | ---------- | ------------- | ------------- | ------------------------ | -------------------- | ---------- | ---------- | ---------- |
| 1999                                                                            |                      |           |                | 18         | 15            | 3             | 0                        | 0                    | 3          | 3          | 33         |
| 2000                                                                            |                      |           |                | 20         | 18            | 2             | 0                        | 0                    | 2          | 3          | 35         |
| 2001                                                                            |                      |           |                | 20         | 19            | 1             | 0                        | 1                    | 1          | 3          | 37         |
| 2002                                                                            |                      |           |                | 21         | 21            | 0             | 0                        | 2                    | 0          | 3          | 47         |
| 2003                                                                            |                      |           |                | 21         | 21            | 0             | 0                        | 0                    | 0          | 1          | 47         |
| 2004                                                                            |                      |           |                | 22         | 21            | 1             | 0                        | 1                    | 1          | 1          | 47         |
| 2013                                                                            |                      |           |                | 13         | 12            | 1             | 0                        | 6                    | 1          | 0          | 13         |
| 2016                                                                            |                      |           |                | 30         | 30            | 0             | 0                        | 8                    | 0          | 0          | 17         |
| 2019                                                                            |                      |           |                | 34         | 34            | 0             | 0                        | 8                    | 0          | 0          | 19         |
| 2021                                                                            |                      |           |                | 24         | 24            | 0             | 0                        | 9                    | 9          | 0          | 18         |
| Fuente: Catholic-Hierarchy, que a su vez toma los datos del Anuario Pontificio. |                      |           |                |            |               |               |                          |                      |            |            |            |

## Episcopologio
- Agustín Rodríguez † (7 de diciembre de 1965-25 de diciembre de 1968 falleció)
  - Sede vacante (1968-1972)
- Juan Moleón Andreu † (1 de febrero de 1972-20 de septiembre de 1980 falleció)
  - Sede vacante (1980-1992)
- Eustaquio Pastor Cuquejo Verga, C.SS.R. (5 de mayo de 199215 de junio de 2002 nombrado arzobispo de Asunción)
- Ricardo Jorge Valenzuela Ríos (24 de mayo de 2003-25 de junio de 2010 nombrado obispo de Villarrica del Espíritu Santo)
- Adalberto Martínez Flores (14 de marzo de 2012-23 de junio de 2018 nombrado obispo de Villarrica del Espíritu Santo)
  - Sede vacante (desde 2018)
  - Adalberto Martínez Flores, desde el 23 de junio de 2018 (administrador apostólico)